# Rimae Daniell
Le Rimae Daniell sono una struttura geologica della superficie della Luna.